# Chrząszcze Urugwaju
Chrząszcze Urugwaju, koleopterofauna Urugwaju – ogół taksonów owadów z rzędu chrząszczy (Coleoptera), których występowanie stwierdzono na terenie Urugwaju.
lista nie jest kompletna

## Chrząszcze wielożerne(Polyphaga)

### Biedronkowate(Coccinellidae)
W Urugwaju stwierdzono m.in:

- biedronka dwukropka (Adalia bipunctata)
- Adalia deficiens
- Adira obscurocincta
- Azya luteipes
- okrajka dwuplamka (Chilocorus bipustulatus)
- Coccidophilus citricola
- Coccidophilus transandinus
- Coccidophilus vandenbergae
- Coleomegilla quadrifasciata
- Curinus coeruleus
- Cycloneda ancoralis
- Cycloneda limbicollis
- Cycloneda sanguinea
- Delphastus argentinicus
- Diomus faustinus
- Diomus pusillus
- Diomus seminulus
- Diomus tucumanus
- Epilachna paenulata
- Eriopis connexa
- Eumegilla variolosa
- Exoplectra fulgurata
- biedronka azjatycka (Harmonia axyridis)
- Heterodiomus apparitorius
- Heterodiomus darwini
- Hippodamia convergens
- czerwonka baldaszkówka (Hippodamia variegata)
- Hyperaspis conclusa
- Hyperaspis festiva
- Hyperaspis gordoni
- Neocalvia dentatofasciata
- Olla v-nigrum
- Parastethorus histrio
- Psyllobora bicongregata
- Psyllobora confluens
- Rodolia cardinalis
- Rhyzobius lophantae
- Scymnus loewii
- Scymnus pictilis
- Scymnus rubicundus
- Tenuisvalvae deyrrollei

### Brachyceridae
W Urugwaju stwierdzono m.in:
- Helodytes hustachei
- Hypselus ater
- Lissorhoptrus bosqi
- Lissorhoptrus carinirostris
- Lissorhoptrus tibialis
- Neobagous coarticollis
- Neochetina bruchi
- Neochetina eichhorniae
- Neohydronomus affinis
- Neohydronomus pulchellus
- Notiodes cupreus
- Notiodes nanus
- Ochetina bruchi
- Oryzophagus oryzae
- Stenopelmus brunneus
- Stenopelmus minutus
- Tanysphiroideus parvulus
- Tychiops sublineatus

### Brentidae
W Urugwaju stwierdzono m.in:
- Apion brevinasus
- Apion nigrocyaneum
- Mythapion simplex

### Callirhipidae
W Urugwaju stwierdzono m.in:
- Callirhipis hoodi

### Dryophthoridae
W Urugwaju stwierdzono m.in:
- Sphenophorus brunnipennis

### Gnojarzowate(Geotrupidae)
W Urugwaju stwierdzono m.in:
- Athyreus chalybeatus
- Athyreus howdeni
- Bolbapium lucidulum
- Eucanthus bonariensis
- Neoathyreus corinthius
- Neoathyreus flavithorax
- Pereirabolbus castaneus

### Jelonkowate(Lucanidae)
W Urugwaju stwierdzono m.in:
- Metadorcus rotundatus

### Kapturnikowate(Bostrichidae)
W Urugwaju stwierdzono m.in:
- Dominikia peruana
- Dominikia uncinata
- Xyloprista hexacantha

### Kobielatkowate(Anthribidae)
W Urugwaju stwierdzono m.in:
- Araecerus fasciculatus

### Kózkowate(Cerambycidae)
W Urugwaju stwierdzono m.in:

#### Dylążowe(Prioninae)
- Callipogon armillatum
- Mallodon spinibarbis
- Navosoma luctuosum
- Polyoza lacordairei
- Praemallaspis leucaspis

#### Kózkowe(Cerambycinae)
- Acatinga maia
- Achryson foersteri
- Achryson maculatum
- Achryson surinamum
- Achryson undulatum
- Achryson unicolor
- Acyphoderes aurulenta
- Acyphoderes carinicollis
- Alcyopis cyanoptera
- Allocera spencei
- Allodemus tricolor
- Ambonus albomaculatus
- Ambonus distinctus
- Ancylocera cardinalis
- Ancylodonta glabripennis
- Andraegoidus cruentatus
- Andraegoidus homoplatus
- Andraegoidus variegatus
- Anoplomerus buqueti
- Aphylax lyciformis
- Aposphaerion unicolor
- Austroeme modesta
- Callichroma sericeum
- ściga fioletowa (Callidium violaceum)
- Ceralocyna foveicollis
- Ceralocyna nigricornis
- Chariergus tabidus
- Chlorida costata
- Chlorida festiva
- Chlorophorus annularis
- Chromoeme angustissima
- Chrysoprasis aeneiventris
- Chrysoprasis aurata
- Chrysoprasis aurigena
- Chrysoprasis concolor
- Chrysoprasis hypocrita
- Chrysoprasis nymphula
- Chydarteres dimidiatus
- Chydarteres striatus
- Cnemidochroma phyllopus
- Coccoderus novempunctatus
- Coleoxestia corvina
- Coleoxestia spinipennis
- Coleoxestia waterhousei
- Compsa monrosi
- Compsibidion fairmairei
- Compsibidion monnei
- Compsoceridius gounellei
- Compsocerus violaceus
- Cosmisoma brullei
- Cosmisoma nitidipenne
- Cotyclytus curvatus
- Cotyclytus sobrinus
- Cycnoderus tenuatus
- Dihammaphora binodula
- Dihammaphora bivittata
- Dihammaphora bivitticollis
- Dihammaphora signaticollis
- Diploschema rotundicolle
- Dirocoremia bruchi
- Drychateres bilineatus
- Eclipta amabilis
- Eryphus bivittatus
- Eryphus flavicollis
- Eryphus tacuarembo
- Erythrochiton jucundum
- Eburia sordida
- Eburodacrys longilineata
- Eburodacrys sexmaculata
- Eburodacrys stahli
- Eburodacrys subaffinis
- Eburodacrys vidua
- Eburodacrys vittata
- Erosida gratiosa
- Eurymerus eburioides
- Eurysthea hirta
- Gnomibidion fulvipes
- Gnomidolon varians
- Gracilia minuta
- Gurubira tristis
- Gurubira violaceomaculatus
- Haruspex quadripustulatus
- Heterachthes ebenus
- Heterachthes flavicornis
- Heterachthes plagiatus
- Hexoplon uncinatum
- spuszczel pospolity (Hylotrupes bajulus)
- Ischionodonta iridipennis
- Ischionodonta platensis
- Isthmiade macilenta
- Listroptera tenebricosa
- Lygrocharis nigripennis
- Macroeme priapica
- Malacopterus pavidus
- Mallosoma zonatum
- Martinsellus signatus
- Mecometopus centurio
- Megacyllene acuta
- Megacyllene boryi
- Megacyllene congener
- Megacyllene falsa
- Megacyllene guarani
- Megacyllene insignita
- Megacyllene latreillei
- Megacyllene mellyi
- Megacyllene murina
- Megacyllene nebulosa
- Megacyllene spixii
- Megacyllene unicolor
- Megaderus stigma
- Mimochariergus carbonelli
- Mionochroma electrinum
- Nathrius brevipennis
- Neoclytus pusillus
- Neoclytus ypsilon
- Neoregostoma luridum
- Nephalius spiniger
- Ocroeme recki
- Odontocera apicalis
- Odontocera baeri
- Odontocera flavicauda
- Odontocera monnei
- Odontocera sanguinolenta
- Orion maurus
- Ornistomus bicinctus
- Oxymerus aculeatus
- Oxymerus chevrolatii
- Oxymerus luteus australis
- Oxymerus pallidus
- Oxymerus virgatus
- Pantomallus morosus
- Paraeclipta tenuis
- Paraleptidea sanmartini
- Paromoeocerus barbicornis
- Parunxia scopifera
- Phoracantha recurva
- Phoracantha semipunctata
- Plocaederus inconstans
- Plocaederus pactor
- Praxithea derourei
- Protosphaerion variabile
- Retrachydes thoracicus
- Rhinotragus dorsiger
- Rhopalessa clavicornis
- Rhomboidederes ravidus
- Rhopalophora collaris
- Sphaerion inerme
- Sphaerion lentiginosum
- Sphaerion rusticum
- Stizocera plicicollis
- Stultutragus poecilus
- Thelgetra adusta
- Thelgetra latipennis
- Tomopterus flavofasciatus
- Tomopterus staphylinus
- Torneutes pallidipennis
- Trachelissa maculicollis
- Uncieburia quadrilineata
- Unxia gracilior
- Xylocaris oculata

#### Pędele(Parandrinae)
- Parandra  expectata
- Parandra tucumana

#### Zgrzypikowe(Lamiinae)
- Adetus similis
- Adetus striatopunctatus
- Aerenea quadriplagiata
- Aerenicella spissicornis
- Alcidion humeralis
- Atrypanius conspersus
- Bisaltes montevidensis
- Cherentes niveilateris
- Colobothea simillima
- Desmiphora cucullata
- Desmiphora intonsa
- Desmiphora lateralis
- Dryoctenes scrupulosus
- Emphytoeciosoma daguerrei
- Esthlogena comata
- Eupogonius lineolatus
- Eupogonius petulans
- Hippopsis monachica
- Hylettus seniculus
- Hyperplatys argentinus
- Leptocometes virescens
- Leptostylus obscurellus
- Lepturges inscriptus
- Lepturges comptus
- Lochmaeocles sladeni
- Lophopoeum bruchi
- Lypsimena nodipennis
- Macropophora accentifer
- Nealcidion bicristatum
- Neodillonia albisparsa
- Oedopeza maculatissima
- Oedopeza ocellator
- Oncideres dejeanii
- Oncideres guttulata
- Oncideres impluviata
- Oreodera glauca
- Pachypeza pennicornis
- Pentheochaetes turbidus
- Peritrox denticollis
- Polyrhaphis spinipennis
- Psapharochrus jaspideus
- Pseudogrammopsis lineata
- Recchia hirticornis
- Recchia moema
- Steirastoma breve
- Steirastoma stellio
- Steirastoma thunbergi
- Stereomerus pachypezoides
- Trypanidius proximus
- Urgleptes mancus
- Zeale nigromaculata

#### Zmorsznikowe(Lepturinae)
- Strangalia fulvicornis
- Strangalia melanophthisis
- Strangalia melanura

### Modzelatkowate(Trogidae)
W Urugwaju stwierdzono m.in:
- Omorgus borrei
- Omorgus suberosus
- Polynoncus aeger
- Polynoncus gemmifer
- Polynoncus gemmingeri
- Polynoncus patriciae
- Polynoncus pilularius

### Oleicowate(Meloidae)
W Urugwaju stwierdzono m.in:
- Epicauta adspersa
- Epicauta bella
- Epicauta brunneipennis
- Epicauta cavernosa
- Epicauta franciscana
- Epicauta griseonigra
- Epicauta luctifera
- Epicauta montei
- Epicauta semivittata
- Epicauta vidua
- Pseudomeloe klugi
- Pyrota dispar

### Omarlicowate(Silphidae)
W Urugwaju stwierdzono m.in:
- Oxelytrum erythrura

### Pawężnikowate(Trogossitidae)
W Urugwaju stwierdzono m.in:
- Temnoscheila ebenina
- ukrytek mauretański (Tenebroides mauritanicus)

### Podryjowate(Attelabidae)
W Urugwaju stwierdzono m.in:
- Hybolatus ater
- Xestolabus biplagiatus

### Przekraskowate(Cleridae)
W Urugwaju stwierdzono m.in:
- Necrobia ruficollis
- Necrobia rufipes
- Pelonium fugax
- Pelonium geniculatum
- Phyllobaenus bonariensis

### Pustoszowate(Ptinidae)
W Urugwaju stwierdzono m.in:
- Mezium sulcatum
- Ptinus spicicollis

### Ryjkowcowate(Curculionidae)
W Urugwaju stwierdzono m.in:

#### Baridinae
- Baris beckeri
- Baris santafea
- Coelonertus oblongus
- Demoda vittata
- Dimesus rubricatus
- Geraeus pauperatus
- Glyptobaris viduata
- Leptoschoinus fucatus
- Linogeraeus urbanus
- Microrhinus grandis
- Nicentrus circumcinctus
- Nicentrus fallax
- Opseobaris alba
- Orissus christophori
- Ovanius niger
- Pseudotorcus rufipes
- Scirpicola chilensis
- Torcus luteolus
- Weiseriella subrectirostris
- Xystus sanguinicollis

#### Curculioninae
- Anchylorhynchus tremolerasi
- Anchylorhynchus variabilis
- Gonipterus gibberus
- Gonipterus scutellatus
- Pristimerus opiparis
- Sibinia sellata

#### Cyclominae
- Listroderes apicalis
- Listroderes costirostris
- Listroderes delaiguei
- Listroderes difficilis
- Listroderes elegans
- Listroderes foveatus
- Listroderes fragariae
- Listroderes uruguayensis
- Listroderes wagneri
- Listronotus argentinensis
- Listronotus bonariensis
- Listronotus cinnamomeus
- Listronotus cyrticus
- Listronotus dauci
- Listronotus dorytomoides
- Listronotus geminatus
- Listronotus griseus
- Listronotus lineolaticollis
- Listronotus setosipennis
- Listronotus vulgaris
- Lixellus bosqi
- Lixellus breyeri
- Lixellus elongatus
- Neopachytychius squamosu

#### Entiminae
- Acyphus renggeri
- Aramigus conirostris
- Aramigus tessellatus
- Asynonychus cervinus
- Atrichonotus marginatus
- Atrichonotus obscurus
- Atrichonotus sordidus
- Atrichonotus taeniatulus
- Cyphomethopus minimus
- Cyrtomon chevrolati
- Entimus sastrei
- Eudiagogus episcopalis
- Eurymetopus birabeni
- Eurymetopus fallax
- Eurymetopus unicolor
- Eurymetopus vittatus
- Hadromeropsis argentinensis
- Hadromeropsis pallida
- Hyphantus argentinensis
- Hyphantus setulosus
- Hyphantus simulans
- Hyphantus sulcifrons
- Naupactus ambiguus
- Naupactus chordinus
- Naupactus cinereidorsum
- Naupactus cinerosus
- Naupactus cyphoides
- Naupactus dissimulator
- Naupactus dives
- Naupactus leucoloma
- Naupactus minor
- Naupactus pilipes
- Naupactus purpureoviolaceus
- Naupactus sulcipes
- Naupactus sulphurifer
- Naupactus tremolerasi
- Naupactus xanthographus
- Pantomorus postfasciatus
- Pantomorus viridisquamosus
- Platyomus elegantulus
- Polyteles guerini
- Pororhynchus labeonis
- Teratopactus nodicollis
- Trichonaupactus rexus
- Wagneriella lineata

#### Kornikowate(Scolytinae)
- Araptus uruguayensis
- Chramesus globosus
- Coccotrypes dactyliperda
- drzewisz owłosiony (Hylurgus ligniperda)
- Hypothenemus eruditus
- ogłodek szorstki (Scolytus rugulosus)
- Xyleborus affinis
- Xyleborus confluens
- Xyleborus ferrugineus
- Xyleborus volvulus

#### Krótkoryjki(Ceutorhynchinae)
- Hypocoeliodes bruchi

#### Krytoryjki(Cryptorhynchinae)
- Eubulus miniatus
- Faustinus cubae
- Macromerus crinitarsis
- Neodiplogramus quadrivittatus
- Phyrdenus muriceus
- Tyloderma aeneum
- Tyloderma cupreum
- Tyloderma fasciatum
- Tyloderma nigromaculatum
- Tyloderma obliquatum
- Tyrannion granulatum

#### Mesoptiliinae
- Apocnemidophorus blandus
- Apocnemidophorus pipitz
- Laemosaccus silbermannii

#### Molytinae
- Acrotomopus microspilotus
- Amalactus carbonarius
- Cholus annulatus
- Cholus boisduvali
- Cholus nyblaei
- Cholus undulatus
- Conotrachelus armillatus
- Conotrachelus bidenticulatus
- Conotrachelus cervinus
- Conotrachelus coelebs
- Conotrachelus glaber
- Conotrachelus heteropunctatus
- Conotrachelus informirostris
- Conotrachelus lepidus
- Conotrachelus striatus
- Conotrachelus subnebulosus
- Conotrachelus vianai
- Conotrachelus vicinus
- Conotrachelus vulgaris
- Epistrophus fimbriatus
- Dorytosomimus vestitus
- Georhynchus mortetii
- Heilipodus choicus
- Heilipodus erythropus
- Heilipodus germari
- Heilipodus intricatus
- Heilipodus laevicollis
- Heilipodus naevulus
- Heilipodus onychinus
- Heilipodus pictus
- Heilipodus scabripennis
- Heilipodus submaculatus
- Heilipodus taciturnus
- Heilipus tricolor
- Hormops curtus
- Hormops hirtellus
- Lixodes taeniatus
- Mitrephorus waterhousei
- Nemarus ferrugineus
- Pheloconus bosqi
- smolik znaczony (Pissodes castaneus)
- Pissodes radiatae
- Rhyssomatus marginatus
- Rhyssomatus rubrocostatus

#### Ziołomirki(Hyperinae)
- Phelypera cervina

### Skórnikowate(Dermestidae)
W Urugwaju stwierdzono m.in:
- Anthrenus flavipes
- mrzyk dziewannowiec (Anthrenus verbasci)
- Attagenus fasciatus
- szubak dwukropek (Attagenus pellio)
- szubak ciemny (Attagenus unicolor)
- Cryptorhopalum maculatum
- Dermestes ater
- Dermestes carnivorus
- skórnik natrupek (Dermestes frischii)
- Dermestes haemorrhoidalis
- skórnik słoniniec (Dermestes lardarius)
- Dermestes maculatus
- Orphinus fulvipes
- Trogoderma granarium
- Trogoderma inclusum

### Sprężykowate(Elateridae)
W Urugwaju stwierdzono m.in:

- Adolesches crinita
- Agrypnella squamifer
- Cardiorhinus modestus
- Chalcolepidius limbatus
- Conoderus bellus
- Conoderus decorus
- Conoderus dimidiatus
- Conoderus germari
- Conoderus ingenuus
- Conoderus scalaris
- Conoderus truncatus
- Crepidius castaneus
- Cylindroderus vittatus
- Dilobitarsus lignarius
- Dipropus laterallis
- Dipropus nigricollis
- Hemirriphus apicalis
- Hemirrhipus elegantissimus
- Heterocrepidius corvinus
- Heteroderes arechavaletae
- Heteroderes rufangulus
- Horistonotus arechavaletae
- Horistonotus parmenoides
- Hypnoidus aequalis
- Hypsiophthalmus boops
- Opselater pyrophanus
- Paradonus atomus
- Pterotarsus histrio
- Ptesimopsia lucifuga
- Pyrophorus crassus
- Pyrophorus foveolatus
- Pyrophorus noctilucus
- Pyrophorus punctatissimus

### Stonkowate(Chrysomelidae)
W Urugwaju stwierdzono m.in:

#### Rozdestnice(Galerucinae)
- Diabrotica bivittula
- Diabrotica viridula
- Oedionychus bergi
- Oedionychus formosus
- Oedionychus lineolus
- Oedionychus nigrovittatus
- Omophoita corusca
- Trichaltica setipennis

#### Stonki(Chrysomelinae)
- Cryptostetha circumpuncta
- Microtheca semilaevis

#### Strąkowcowate(Bruchinae)
- strąkowiec fasolowy (Acanthoscelides obtectus)
- strąkowiec grochowy (Bruchus pisorum)
- strąkowiec bobowy (Bruchus rufimanus)
- Lithraeus elegans
- Megacerus eulophus
- Rhipibruchus picturatus

#### Zmróżki(Cryptocephalinae)
- Chlamisus hispidulus
- Lexiphanes biplagiatus
- Lexiphanes consimilis
- Metallactus generosus
- Temnodachrys aphodioides

### Vesperidae
W Urugwaju stwierdzono m.in:
- Mysteria cylindripennis
- Mysteria lacordairei

### Zalęszczycowate(Oedemeridae)
W Urugwaju stwierdzono m.in:
- Sessinia alternans